# ドノバン・パウエル
ドノバン・パウエル（Donovan Powell、1971年10月31日 ‐ ）は、ジャマイカ・セント・キャサリン教区出身で短距離走が専門の元陸上競技選手。100mで10秒07、室内60mで6秒50の自己ベストを持つ。室内60mでは1999年前橋世界室内選手権で6位、1996年全米室内選手権で優勝などの実績を持つが、100mでは1997年アテネ世界選手権が世界大会（シニア）唯一の出場で2次予選敗退に終わっている。オリンピックには2000年シドニー大会の4×100mリレーに予選のみ出場した。弟は100m元世界記録保持者のアサファ・パウエル。

## 経歴
1993年3月、トロント世界室内選手権の男子60mに出場し、シニアの世界大会を初めて経験したが、結果は7秒02の組6着で予選敗退に終わった。
1995年8月、イェーテボリ世界選手権に参加するも、直近のドーピング検査でエフェドリンが検出された。ドノバンには3ヶ月間の出場停止処分が下され、そのため世界選手権に出場できなかった。
1996年、全米室内選手権の男子60mを6秒55で制した。
1997年8月、アテネ世界選手権で世界選手権に初出場を果たした。男子100mは1次予選を突破したものの、2次予選は10秒35（-0.3）の組6着で敗退した。
1999年3月、前橋世界室内選手権の男子60mに出場し、1993年トロント大会以来の世界室内選手権出場を果たすと、予選を自己ベスト（当時）の6秒51で通過。シニア世界大会で初となる準決勝に進出すると、準決勝では予選のタイムを更に縮める6秒50の自己ベストで突破し、初めて世界大会のファイナリストになった。迎えた決勝では6秒59とタイムを落とし6位に終わった。
2000年9月、シドニーオリンピックでオリンピックに初出場を果たした。男子4×100mリレー予選でジャマイカチーム（ドノバン、ドワイト・トーマス、リンデル・フレイター、Llewelyn Bredwood）の1走を務め、38秒97をマークしての準決勝進出に貢献した。ドノバンは予選のみの出場に終わり、準決勝と決勝の出番はなかった。
引退後はテキサスでコーチに転じた。

## 自己ベスト
記録欄の（　）内の数字は風速（m/s）で、+は追い風を意味する。
| 種目 | 記録          | 年月日        | 場所         | 備考 |
| 屋外 | 屋外          | 屋外          | 屋外         | 屋外 |
| ---- | ------------- | ------------- | ------------ | ---- |
| 100m | 10秒07 (+0.5) | 1995年6月3日  | ノックスビル |      |
| 200m | 20秒83 (+1.2) | 2002年5月4日  | カイエンヌ   |      |
| 室内 |               |               |              |      |
| 50m  | 5秒64         | 1999年2月21日 | リエヴァン   |      |
| 60m  | 6秒50         | 1999年3月7日  | 前橋         |      |
| 100m | 10秒47        | 1998年2月4日  | タンペレ     |      |

## 主要大会成績
| 年   | 大会                                     | 場所             | 種目    | 結果    | 記録          | 備考       |
| ---- | ---------------------------------------- | ---------------- | ------- | ------- | ------------- | ---------- |
| 1989 | カリフタゲームズ (U20) (en)              | ブリッジタウン   | 100m    | 2位     | 10秒64        |            |
| 1989 | カリフタゲームズ (U20) (en)              | ブリッジタウン   | 200m    | 2位     | 21秒8         |            |
| 1989 | カリフタゲームズ (U20) (en)              | ブリッジタウン   | 4x100mR | 優勝    | 40秒4         |            |
| 1990 | カリフタゲームズ (U20) (en)              | キングストン     | 100m    | 予選    | DNS           |            |
| 1990 | カリフタゲームズ (U20) (en)              | キングストン     | 200m    | 優勝    | 21秒42 (-3.7) |            |
| 1990 | 中央アメリカ・カリブ ジュニア選手権 (en) | ハバナ           | 100m    | 優勝    | 10秒48 (-0.1) |            |
| 1990 | 中央アメリカ・カリブ ジュニア選手権 (en) | ハバナ           | 4x100mR | 2位     | 40秒66 (3走)  |            |
| 1990 | 世界ジュニア選手権                       | プロヴディフ     | 100m    | 5位     | 10秒44 (+0.6) |            |
| 1990 | 世界ジュニア選手権                       | プロヴディフ     | 4x100mR | 7位     | 40秒06 (4走)  |            |
| 1993 | 世界室内選手権                           | トロント         | 60m     | 予選    | 7秒02         |            |
| 1997 | 世界選手権                               | アテネ           | 100m    | 2次予選 | 10秒35 (-0.3) |            |
| 1997 | 世界選手権                               | アテネ           | 4x100mR | 予選    | DNS (1走)     |            |
| 1999 | 世界室内選手権                           | 前橋             | 60m     | 6位     | 6秒59         |            |
| 2000 | オリンピック                             | シドニー         | 4x100mR | 予選    | 38秒97 (1走)  | 準決勝進出 |
| 2001 | 中央アメリカ・カリブ選手権 (en)          | グアテマラシティ | 100m    | 7位     | 10秒51 (-0.2) |            |
| 2001 | 中央アメリカ・カリブ選手権 (en)          | グアテマラシティ | 4x100mR | 決勝    | DNF (1走)     |            |